# بريت كلارك (لاعب هوكي الجليد)
بريت كلارك هو لاعب هوكي الجليد كندي، ولد في 23 ديسمبر 1976 في Wapella, Saskatchewan ‏ في كندا.

## وصلات خارجية
- بريت كلارك على موقع دوري الهوكي الوطني (الإنجليزية)
- بريت كلارك على موقع EliteProspects.com (الإنجليزية)
- بريت كلارك على موقع HockeyDB.com (الإنجليزية)
- بريت كلارك على موقع Hockey-Reference.com (الإنجليزية)